# Nintendo 3DS
Nintendo 2DS (japonsko ニンテンドー3DS: Nintendō 2DS, okrajšano v 2DS) je prenosna igralna konzola, ki jo izdeluje Nintendo. Samodejna stereoskopska naprava lahko prikazuje stereoskopske trirazsežne učinke brez dodatnih pripomočkov. Nintendo 3DS so začeli prodajati na Japonskem 26. februarja 2011, v Evropi 25. marca 2011, v Severni Ameriki 27. marca 2011, in v Avstraliji 31. marca 2011. Konzola je nasledila prenosne sisteme serije Nintendo DS, ki v glavnem tekmujejo s Sonyjevo konzolo PlayStation Portable. Nintendo 3DS je vzvratno združljiv s programsko opremo serije Nintendo DS, vključno s programsko opremo Nintendo DSi.